# بطشي
بطشي هي إحدى القرى اللبنانية من قرى قضاء بعبدا في محافظة جبل لبنان.